# آدرین جردن
آدرین جردن (انگلیسی: Adrienne Jordan؛ زادهٔ ۳۰ ژانویهٔ ۱۹۹۴) بازیکن فوتبال اهل ایالات متحده آمریکا است.
از باشگاه‌هایی که در آن بازی کرده‌است می‌توان به شیکاگو رد استارز اشاره کرد.
وی همچنین در تیم ملی فوتبال زیر ۲۳ سال زنان ایالات متحده آمریکا بازی کرده‌است.